# Резебург (Вісконсин)
Резебург (англ. Reseburg) — місто (англ. town) в США, в окрузі Кларк штату Вісконсин. Населення — 793 особи (2020).

## Демографія
Згідно з переписом 2010 року, у місті мешкало 776 осіб у 218 домогосподарствах у складі 177 родин. Було 240 помешкань
Расовий склад населення:
| - 97,0 % — білих - 0,4 % — чорних або афроамериканців - 0,1 % — азіатів - 1,9 % — осіб інших рас |

До двох чи більше рас належало 0,5 %. Частка іспаномовних становила 3,5 % від усіх жителів.
За віковим діапазоном населення розподілялося таким чином: 40,3 % — особи молодші 18 років, 53,8 % — особи у віці 18—64 років, 5,9 % — особи у віці 65 років та старші. Медіана віку мешканця становила 27,0 року. На 100 осіб жіночої статі у місті припадало 104,2 чоловіків;  на 100 жінок у віці від 18 років та старших — 111,4 чоловіків також старших 18 років.
Середній дохід на одне домашнє господарство  становив 63 901 долар США (медіана — 45 250), а середній дохід на одну сім'ю — 64 339 доларів (медіана — 44 250). Медіана доходів становила 32 273 долари для чоловіків та 22 344 долари для жінок. За межею бідності перебувало 24,7 % осіб, у тому числі 35,5 % дітей у віці до 18 років та 15,7 % осіб у віці 65 років та старших.
Цивільне працевлаштоване населення становило 312 осіб. Основні галузі зайнятості: сільське господарство, лісництво, риболовля — 29,2 %, виробництво — 16,0 %, освіта, охорона здоров'я та соціальна допомога — 13,1 %.